# Парис (Кентаки)
Парис (енгл. Paris) град је у америчкој савезној држави Кентаки.

## Демографија
По попису из 2010. године број становника је 8.553, што је 630 (-6,9%) становника мање него 2000. године.
| Група             | 2000.         | 2010.         |
| Белци             | 7.633 (83,1%) | 6.764 (79,1%) |
| Афроамериканци    | 1.167 (12,7%) | 985 (11,5%)   |
| Азијати           | 15 (0,2%)     | 34 (0,4%)     |
| Хиспаноамериканци | 241 (2,6%)    | 571 (6,7%)    |
| Укупно            | 9.183         | 8.553         |